# Hostellerie de Sainte-Adresse
L'hostellerie de Sainte-Adresse est une hostellerie située dans la commune française de Sainte-Adresse dans la Seine-Maritime, en Normandie.

## Historique
L'hostellerie est inscrite au titre des monuments historiques par arrêté du 14 mai 1937.